# Paronomasie
Paronomasie (Gr.: para-onomazein, met een kleine verandering noemen, terzijde noemen; Lat.: annominatio) is een woordspeling die berust op gedeeltelijke klankovereenkomst. Het is daarmee het samenbrengen van woorden die voor het gehoor min of meer gelijk zijn en tevens tot dezelfde woordsoort (homoniemen) of tot verschillende woordsoorten (homofonen) behoren, meestal binnen hetzelfde zinsdeel. Vaak (bij paroniemen) bestaat er ook nog een bepaald lexicaal verband tussen de verschillende woorden. Paronomasie ligt aan de basis van met name isocolonnen.   De figuur is soms moeilijk te onderscheiden van andere klankeffecten als alliteratie en assonantie.
Paronomasie (ook pun genoemd) hoort thuis in alle taalsferen waar humor, ironie, sarcasme of dubbelzinnigheid aan de orde komen. Het zijn dan ook de kenmerken waardoor de paronomasie wordt versterkt.

## Voorbeelden
Voorbeelden zijn: 'volhardt groothartigh', 'met nederslaghtigheit en neergeslagene oogen' (uit Vondels Lucifer).
Roman Jakobson bezorgde de stijlfiguur een belangrijke plaats in het structuralisme, omdat aan de hand hiervan poëtische taal van gewone taal zou kunnen worden onderscheiden. Jakobson meende dat fonetisch op elkaar lijkende woorden ook een betekenisrelatie met elkaar zouden aangaan.

## Verwante begrippen
Bij een polyptoton klinken de woorden niet alleen min of meer hetzelfde maar behoren ze tevens tot hetzelfde paradigma, waardoor de gelijkluidendheid in feite berust op etymologische verwantschap. 
Bij prosonomasie en het hiervan afgeleide parallellisme is eveneens sprake van gelijkluidendheid, maar dan alleen binnen dezelfde zin en niet binnen hetzelfde zinsdeel.